# Stamboom Jorge Guillermo (1946)
Dit is de stamboom van Jorge Guillermo (1946).
| Ouders                                                                        | Federico Gilberto Pérez y Castillo (1911-1967) X Edenia Mercedes Guillermo y Marrero (1925-2002) | Federico Gilberto Pérez y Castillo (1911-1967) X Edenia Mercedes Guillermo y Marrero (1925-2002) | Federico Gilberto Pérez y Castillo (1911-1967) X Edenia Mercedes Guillermo y Marrero (1925-2002) | Federico Gilberto Pérez y Castillo (1911-1967) X Edenia Mercedes Guillermo y Marrero (1925-2002) | Federico Gilberto Pérez y Castillo (1911-1967) X Edenia Mercedes Guillermo y Marrero (1925-2002) | Federico Gilberto Pérez y Castillo (1911-1967) X Edenia Mercedes Guillermo y Marrero (1925-2002) |
| Jorge Pérez y Guillermo (1946) x 1975 Christina van Oranje-Nassau (1947-2019) |                                                                                                  |                                                                                                  |                                                                                                  |                                                                                                  |                                                                                                  |                                                                                                  |
| Kinderen                                                                      | Bernardo F.T. (1977) x 2009                                                                      | Bernardo F.T. (1977) x 2009                                                                      | Nicolás D.M. (1979)                                                                              | Nicolás D.M. (1979)                                                                              | Juliana E.A. (1981)                                                                              | Juliana E.A. (1981)                                                                              |
| Kleinkinderen                                                                 | 2                                                                                                | 2                                                                                                | -                                                                                                | -                                                                                                | 3                                                                                                | 3                                                                                                |